# شوما كاماتا
شوما كاماتا (باليابانية: 鎌田 翔雅) (15 يونيو 1989 في تشيغاساكي في اليابان – )؛ هو لاعب كرة قدم ياباني سابق كان يلعب كمدافع.

## وصلات خارجية
- شوما كاماتا على موقع رابطة كرة القدم اليابانية للمحترفين (اليابانية)
- شوما كاماتا على موقع قاعدة بيانات كرة القدم.إي يو (الإنجليزية)
- شوما كاماتا على موقع Soccerway.com (الإنجليزية)
- شوما كاماتا على موقع عالم كرة القدم.نت (الإنجليزية)
- شوما كاماتا على موقع كووورة